# Småtjärnarna (Sundborns socken, Dalarna)
Småtjärnarna är en sjö i Falu kommun i Dalarna och ingår i Dalälvens huvudavrinningsområde. Sjöns area är 0,039 kvadratkilometer och den befinner sig 193 meter över havet.